# Bức tường Dân chủ
Bức tường Dân chủ (tiếng Trung: 西单 民主墙, phiên âm: xī dān mín zhǔ qiáng) là một bức tường gạch dài trên phố Tây Đơn, Quận Tây Thành, Bắc Kinh, mà đã trở thành tâm điểm cho bất đồng quan điểm dân chủ. Bắt đầu vào tháng 12 năm 1978, song song với chính sách của Đảng Cộng sản Trung Quốc "tìm kiếm sự thật từ thực tế", các nhà hoạt động trong phong trào dân chủ, chẳng hạn như Xu Wenli, ghi lai tin tức và ý tưởng, thường ở dạng áp phích tấm lớn (dazibao), trong một giai đoạn được biết đến là "Mùa xuân Bắc Kinh". Đầu tiên đăng trên Bức tường là một nhà thơ từ tỉnh Quý Châu, nhan đề Huang Xiang. Các nhà hoạt động bước đầu được khuyến khích chỉ trích chính sách thất bại của chính phủ trước đây của Bè lũ bốn tên (Gang of Four), như một phần của cuộc đấu của Đặng Tiểu Bình để đạt được quyền lực. Nhưng bức tường đã bị đóng cửa vào tháng 12 năm 1979 khi lãnh đạo và hệ thống Đảng cộng sản bị chỉ trích vì những sai lầm lãnh đạo trước đó. Việc đóng cửa trùng với sự đàn áp người bất đồng chính kiến. Bức tường Dân chủ đã được chuyển đến Ritan Park trước khi bị đóng cửa. Khi khách truy cập vào tường sau đó đã phải trình thẻ căn cước để vào công viên, truy cập tự do tới bức tường bị hạn chế.
Khẩu hiệu "Hiện đại hóa thứ năm" được khởi xướng từ một poster viết và ký bởi Wei Jingsheng vào ngày 5 tháng 12 năm 1978, trên Bức tường Dân chủ ở Bắc Kinh. Đây là poster đầu tiên công khai ủng hộ quyền tự do cá nhân hơn nữa. Nó gây ra một tiếng vang lớn, tán thành rằng chỉ có mở rộng dân chủ tự do là "hiện đại hóa" thực sự quan trọng, hơn là "cải thiện mức sống". Poster như lời đáp lại Phong trào "Bốn hiện đại hóa" của Chính phủ Trung Quốc.